# Kaupinsaari (ö i Norra Savolax, Varkaus)
Kaupinsaari är en ö i Finland. Den ligger i sjön Kallavesi och i kommunen Leppävirta i den ekonomiska regionen  Varkaus ekonomiska region  och landskapet Norra Savolax, i den centrala delen av landet, 300 km nordost om huvudstaden Helsingfors. Öns area är 7 hektar och dess största längd är 0,6 kilometer i öst-västlig riktning.